# Do 17
A Dornier Do 17 a német Luftwaffe könnyűbombázója volt a második világháborúban, a gépet Dornier Flugzeugwerke gyártotta. A gépet gyorsbombázónak, úgynevezett Schnellbombernek tervezték, hogy képes legyen elmenekülni az ellenség vadászgépei elől. A háború első három évében használta a Luftwaffe, az azt követő években folyamatosan kivonták a frontszolgálat alól és a szövetséges országok hadseregeibe került. Kis számban gyártottak egy továbbfejlesztetett változatot is, ez volt a Do 215. A Do 17 legsikeresebb változata a Dornier Do 217-es volt.

## Változatok
- Do 17E és F
  - A gyártás két változattal kezdődött, a Do 17E-1 bombázó két Daimler-Benz DB 600 motorral, míg a Do 17F-1 felderítő változat a prototípusokhoz hasonlóan BMW VI motorokkal készült. A Do 17E-1-es 500 kg bombaterhet szállíthatott.
- Do 17K
  - Az 1937-es zürichi repülőversenyen szerepelt Do 17 MV fellépése után, Jugoszlávia megvásárolt licenc alapján gyártotta a Drzavna Fabrika Aviona repülőgép gyárban. A meghajtásáról két Gnome-Rhône 14N csillagmotor gondoskodott, a gépet egy Hispano 20 mm-es gépágyúval és három 7,92 mm-es Browning géppuskával szerelték fel.
- Do 17L és M
  - Do 17 L-0 és Do 17 M-0 prototípusokat az erősebb DB 600A motorral szerelték fel, MG 15 géppuskával a gép orrában. A nehezen elérhető DB 600A motor helyett a Bramo 323A-1 Fafnir motorokkal szerelték fel a sorozatban gyártott példányokat. A Do 17 M-1 változatból csak keveset gyártottak.
- Do 17P
  - A sokat fogyasztó Bramo helyett, ami a hatósugarat csökkentette, a BMW 132N csillagmotort építették be. Fegyverzet: négy MG 15.
- Do 17S és U
  - Amikor az egymotoros vadászgépek képessé váltak a Do 17 bombázó elfogására, a gépet teljesen új kialakítású törzsgondolával látták el, mely nagyobb teret és jobb kilátást biztosított a legénység számára. A háton lévő géppuskát áthelyezték a fülke végébe, a hasoldali géppuskát pedig a törzsgondola hasoldali végébe. Elkészült egy Do 17 S-0 felderítő változat, de a gyártását nem kezdték meg. Tizenöt Do 17 U-1 Pathfinder változatot építettek, felépítése megegyezett az S típussal, de egy emberrel bővítették a személyzet létszámát a rádió kezelésére.
- Do 17Z
- Do 17 Z-7/Z-10 Kauz I/II
- Do 215
  - A Do 215-öt a Do 17Z export változatának tervezték, bombázóként, felderítőként és éjszakai vadászként alkalmazták.

## Alkalmazók
Bulgária
- Bolgár Légierő - 11 darab exjugoszláv gép, 1945-ig szolgálatban maradtak,

 Független Horvát Állam
- A Független Horvát Állam légiereje

 Finnország
- Finn Légierő - 15 darab gép 1942-től,

 Németország
- Luftwaffe (Wehrmacht)

 Románia
- Román Királyi Légierő - 12 darab gép 1942-től,

 Magyarország
- Magyar Királyi Honvéd Légierő - egy exjugoszláv gép,

 Spanyol Állam
- Spanyol Nemzeti Légierő - a Kondor Légió Do-17E, F és G típusú gépei, 13 gép a Spanyol Polgárháború alatt szolgálatban maradt,

 Törökország
- Török Légierő - 2 darab gép 1942-től,

 Jugoszláv Királyság
- Jugoszláv Királyi Légierő

 Egyesült Királyság
- Brit Királyi Légierő - 2 jugoszláv gyártmányú Do-17K,[1] később a RAF szolgálatában álltak,

### Magyar nyelvű oldalak
- Dornier Do 17 'Fliegender Bleistift' bombázógép – II. világháború történelmi portál (hozzáférés: 2013. május 4.)
- Dornier Do 17 / Do 215 (D) – a Szegedi Tudományegyetem Egyetemi Könyvtárának Hadtörténeti Gyűjteményében (hozzáférés: 2013. május 4.)
- Megmentik az utolsó náci könnyűbombázót – index.hu, 2013. május 3.

### Angol nyelvű oldalak
- Dornier Do 17 page -Aircraft of the Luftwaffe
- RAF officer's photos showing King Peter and 2 Do-17K's
- Website devoted to the Do-17K